# Choerodon jordani
Choerodon jordani là một loài cá biển thuộc chi Choerodon trong họ Cá bàng chài. Loài này được mô tả lần đầu tiên vào năm 1908.

## Từ nguyên
Từ định danh được đặt theo tên của David Starr Jordan, cố Chủ tịch Đại học Stanford và là một nhà ngư học xuất sắc.

## Phạm vi phân bố và môi trường sống
Từ vùng biển phía nam Nhật Bản, phạm vi của C. jordani trải dài xuống phía nam đến đảo Đài Loan và Hồng Kông, rải rác ở vùng biển các nước Đông Nam Á (chủ yếu ở khu vực Tam giác San Hô), xa hơn ở phía đông đến các đảo quốc ở châu Đại Dương, đã dược biết đến tại Vanuatu, Fiji, Tonga, Nouvelle-Calédonie và Samoa thuộc Mỹ, giới hạn về phía nam đến Tây Úc và rạn san hô Great Barrier.
C. jordani sống gần các rạn san hô trên nền cát và đá vụn, được tìm thấy ở độ sâu trong khoảng 15–60 m.

## Mô tả
Chiều dài lớn nhất được ghi nhận ở C. jordani là 17 cm. Kiểu hình của C. jordani khá giống với Choerodon zosterophorus, tuy nhiên vệt trắng xiên ở C. zosterophorus được thay thế bởi một dải hình nêm màu đen với một đốm trắng ngay trên cuống đuôi. Cá con có đốm đen lớn trên vây lưng.
Số gai ở vây lưng: 13; Số tia vây ở vây lưng: 7; Số gai ở vây hậu môn: 3; Số tia vây ở vây hậu môn: 10; Số tia vây ở vây ngực: 15; Số gai ở vây bụng: 1; Số tia vây ở vây bụng: 5.

## Sinh thái học
Thức ăn của C. jordani là những loài động vật có vỏ cứng như những loài cùng chi. Loài cá này có hành vi xây tổ theo kiểu mái vòm trên khung xương san hô chết ở gần đảo Sesoko (Nhật Bản). Chúng đẩy những mảng san hô vụn và cát ra để tạo lối vào hang, sau đó lấp cửa hang lại với lại khung xương san hô chết. Vào ban ngày, chúng canh giữ và dọn dẹp lại hang, còn vào ban đêm, chúng rút mình vào hang để nghỉ ngơi.

## Thương mại
Tại Queensland (Úc), C. jordani được thu thập trong ngành buôn bán cá cảnh, và được bán với giá 10–15 AUD một con. Còn ở Đài Loan, C. jordani còn được xem là một loài hải sản.

### Trích dẫn
- Gomon, Martin F. (2017). "A review of the tuskfishes, genus Choerodon (Labridae, Perciformes), with descriptions of three new species" (PDF). Memoirs of Museum Victoria. Quyển 76. tr. 1–111. doi:10.24199/j.mmv.2017.76.01.